# Nikolai I của Nga
Nikolas I (6 tháng 7 [lịch cũ 25 tháng 6] 1796 – 2 tháng 3 [lịch cũ 18 tháng 2] 1855) là Hoàng đế Nga, Vua của Vương quốc Lập hiến Ba Lan và Đại vương công Phần Lan. Ông là con trai thứ ba của Nga hoàng Pavel I và là em trai của Nga hoàng Aleksandr I. Triều đại 30 năm của Nikolas bắt đầu với cuộc Khởi nghĩa tháng Chạp thất bại. Ông chủ yếu được nhớ đến như một người phản động có triều đại gây tranh cãi được đánh dấu bằng sự bành trướng về mặt địa lý, tập trung hóa các chính sách hành chính và đàn áp bất đồng chính kiến ở cả Nga và các nước láng giềng. Nikolas có một cuộc hôn nhân hạnh phúc và sinh ra một gia đình lớn; cả 7 người con của họ đều sống sót qua thời thơ ấu.
Người viết tiểu sử của Nikolas là Nicholas V. Riasanovsky, cho biết ông đã thể hiện sự quyết tâm, mục đích duy nhất và ý chí sắt đá, cùng với tinh thần trách nhiệm mạnh mẽ và sự tận tụy làm việc chăm chỉ. Ông tự coi mình là một người lính - một sĩ quan cấp dưới bị ám ảnh bởi nước bọt và sự đánh bóng. Là một người đàn ông đẹp trai, ông rất hay lo lắng và hung hăng. Được đào tạo như một kỹ sư quân sự, ông là người cầu kỳ đến từng chi tiết nhỏ. Trong con người của mình, Riasanovsky tuyên bố, "Nikolas I đã trở thành hiện thân của chế độ chuyên quyền: vô cùng uy nghiêm, quyết đoán và quyền lực, cứng rắn như đá, và tàn nhẫn như số phận".
Nikolas I đóng vai trò quan trọng trong việc giúp tạo ra một nhà nước Hy Lạp độc lập và tiếp tục cuộc chinh phục Kavkaz của Nga bằng cách chiếm Tỉnh Iğdır và phần còn lại của Armenia và Azerbaijan ngày nay từ Qajar Iran trong Chiến tranh Nga-Ba Tư (1826–1828). Ông cũng đã kết thúc Chiến tranh Nga-Thổ Nhĩ Kỳ (1828–1829) một cách thành công. Ông đã dập tắt Cuộc nổi dậy tháng 11 ở Ba Lan năm 1831 và hỗ trợ Đế quốc Áo một cách quyết đoán trong Cách mạng Hungary năm 1848. Tuy nhiên, sau đó, ông đã dẫn dắt nước Nga vào Chiến tranh Krym (1853–1856), với những kết quả thảm khốc. Các nhà sử học nhấn mạnh rằng việc ông quản lý chặt chẽ quân đội đã cản trở các vị tướng của mình, cũng như chiến lược sai lầm của ông. Một số nhà sử học đã kết luận rằng "triều đại của Nikolas I là một thất bại thảm hại về cả chính sách đối nội và đối ngoại". Vào đêm trước khi ông qua đời, Đế quốc Nga đã đạt đến đỉnh cao về mặt địa lý, trải dài trên 20 triệu km2 (7,7 triệu dặm vuông), nhưng rất cần cải cách.

## Tiểu sử

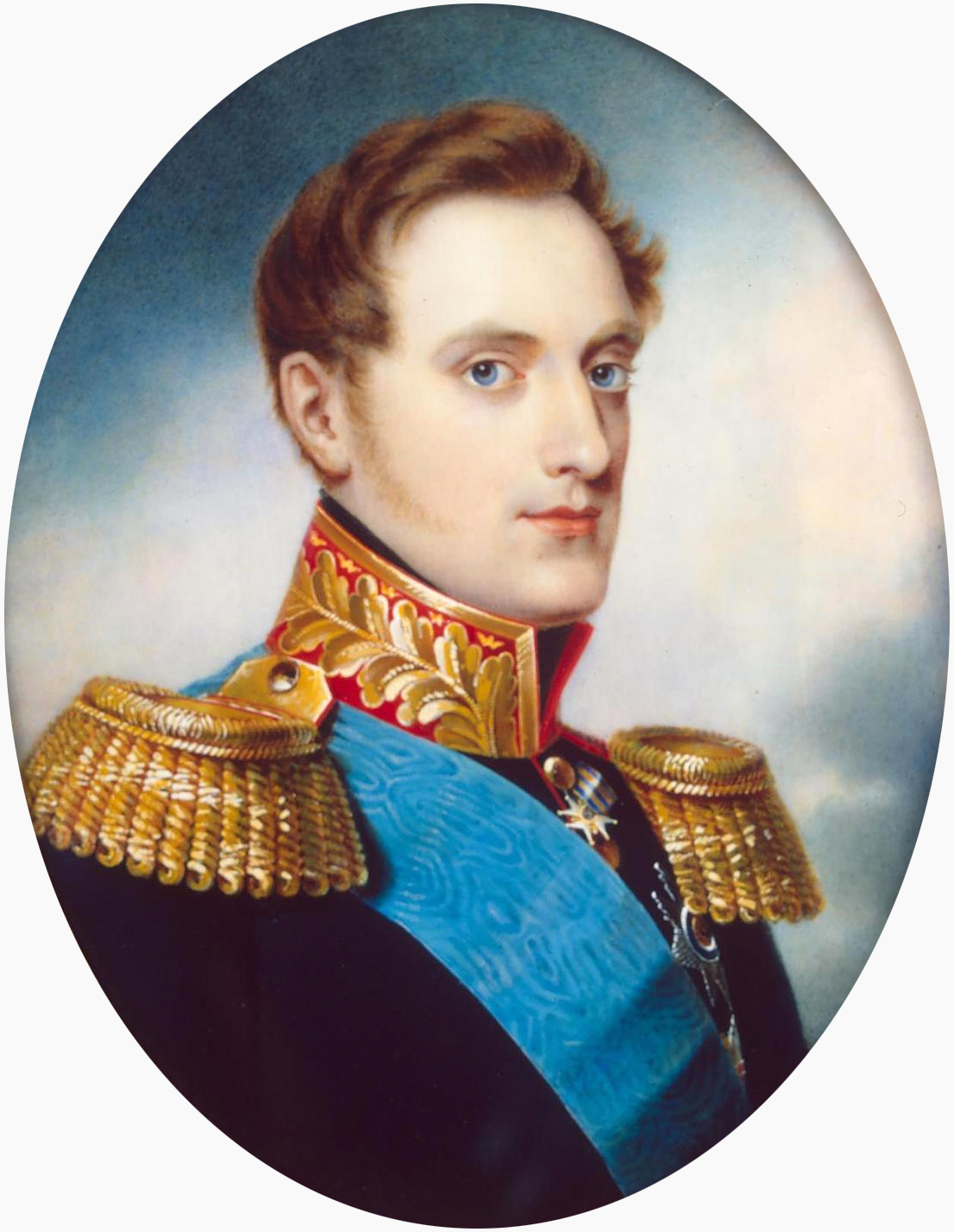
Đại vương công Nikolai Pavlovich, hoàng đế tương lai Nicholas I (khoảng 1820).

Ông sinh ra tại Gatchina, là con của Nga hoàng Pavel I và Sophie Dorothee xứ Württemberg. Ông là em trai của Aleksandr I của Nga và Đại vương công Constantine Pavlovich của Nga. Nicholas không được hướng giáo dục để trở thành Hoàng đế của Nga, ông có hai người anh trai. Năm 1825, khi Alexander I qua đời đột ngột do bị sốt phát ban, Nicholas sau đó bị bắt phải thề trung thành với người anh hai của mình, Constantine Pavlovich và thừa nhận sự lên ngôi của người anh. Nhưng Nicholas từ chối thừa nhận đó, 25-12 (lịch cũ là 13) Nicholas tuyên bố lên ngôi vua. Nhưng bản tuyên bố đó lại có hiệu lực từ 01-12 (9-11 theo lịch cũ) trước ngày Alexander I chết.
Vì sự nhầm lẫn này, một số thành viên của quân đội đã chuẩn bị cho 1 âm mưu lật đổ Nicholas và giành chính quyền. Điều này dẫn đến cuộc nổi dậy tháng 12 vào ngày 26-12-1825 (ngày 14 theo lịch cũ), một cuộc nổi dậy này đã bị Nicholas nhanh chóng đàn áp.

## Lên ngôi Sa hoàng
Hoàn toàn không được giáo dục đầy đủ như các anh trai, Đại vương công Nikolai nhìn thấy vai trò của mình là một nhà cầm quyền đơn giản hơn bất cứ nhà cầm quyền nào. Mặc dù được tuyên bố lên ngôi vào ngày 1/12/1825, nhưng mãi đến ngày 14/12/1825 ông mới chính thức lên ngôi vua, trở thành Sa hoàng Nga. Ngày ông chính thức lên ngôi là ngày 14/12/1825, nhằm vào ngày Thứ hai - một ngày mà người dân Nga cho rằng không may mắn. Với lại, ngày thứ Hai diễn ra trong thời tiết rất lạnh với nhiệt độ -8 độ C. Đây được người dân Nga coi là một điềm xấu cho thời kỳ trị vì sắp tới của ông vua này. Quả đúng như vậy: vừa lên ngôi được vài ngày, Sa hoàng bị 3.000 quân lính tiến hành Khởi nghĩa tháng Chạp làm ngai vàng ông ta nghiên ngả. Sau cùng, ông ta đem đại bác vào và cuộc khởi nghĩa bị đàn áp dã man. Sau khi trải qua những chấn thương của cuộc nổi dậy Tháng Chạp vào những ngày đầu tiên của thời trị vì, Sa hoàng quyết tâm kiềm chế xã hội Nga. Ông ta thành lập một mạng lưới gồm nhiều điệp viên với sự quản lý của các viên sen đầm (gendarmes) để kiểm soát giáo dục, báo chí và các biểu hiện của người dân Nga.

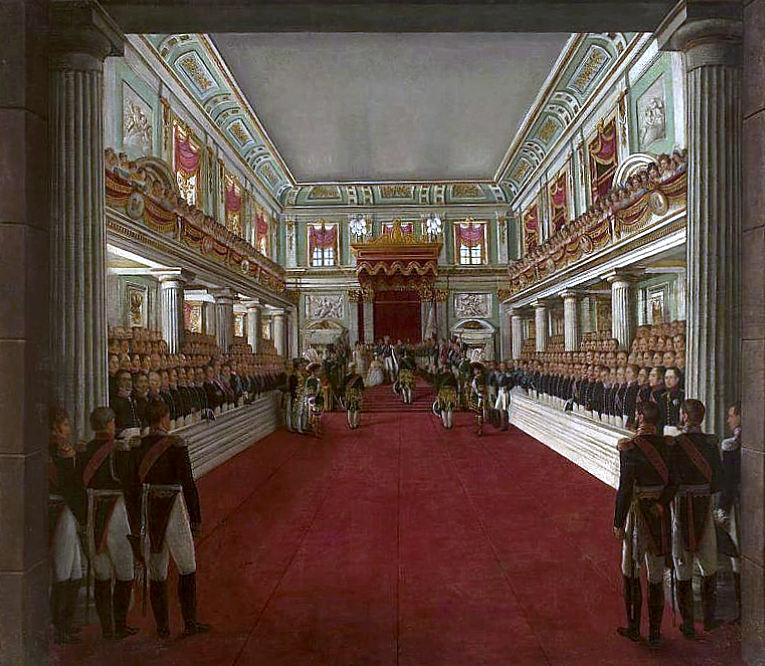
Buổi lễ đăng quang của Hoàng hậu Nga Aleksandra Fyodorovna bởi Nikolai I của Nga trong Lâu đài Warsaw năm 1829. Tranh được cho là của Antoni Brodowski.

Ước muốn về một chính quyền mạnh mẽ, Sa hoàng chỉ trích sự yếu kém và chậm chạp của bộ máy chính quyền quan liêu ở Nga. Ông có sở thích chỉ định các tướng lĩnh vào bộ máy chính quyền, với lý do cần một chính quyền mạnh mẽ và quyết đoán. Trong số những người phục vụ như các bộ trưởng của Nikolai I, 61% trước đó đã phục vụ như một vị tướng hay một đô đốc. Trong thời gian trị vì, ông đã từng chỉ định ít nhất 30 tướng lĩnh, những người từng chiến đấu chống Pháp, Thổ Nhĩ Kỳ và Thụy Điển. Tướng lĩnh nổi tiếng nhất thời Nikolai là Hoàng thân Aleksandr Sergeyevich Menshikov, một chỉ huy bán lữ đoàn được vua cử làm Bộ trưởng Hải quân Nga (1836–1855) thay Anton Moller. Trong số các bộ trưởng của Hoàng đế, 78% là người Nga gốc, 9,6% là người Đức Baltic, phần còn lại là người nước ngoài trong chính quyền Nga. Trong số những người phục vụ dưới quyền Bộ trưởng của Nikolai, 14 người đã tốt nghiệp đại học, trong khi 14 người khác đã tốt nghiệp từ trường trung học hoặc một phòng và phần còn lại được giáo viên dạy thêm.
Sa hoàng bãi bỏ tính tự trị của một số lãnh thổ phụ thuộc Nga. Theo chính sách này, quyền tự trị của vùng Bessarabia đã được bãi bỏ vào năm 1828, Ba Lan vào năm 1830 và người Do Thái Qahal. Riêng Phần Lan vẫn còn giữ lại quyền tự trị một phần do sự tham gia trung thành của quân đội Phần Lan trong việc đàn áp cuộc Cách mạng tháng Mười Ba Lan.
Tuyến đường sắt đầu tiên của Nga được khai trương vào năm 1838, một tuyến đường dài 16 dặm giữa Saint Petersburg và khu ngoại ô Tsarskoye Selo. Thứ hai là tuyến đường sắt Saint Petersburg - Moscow, được xây dựng vào năm 1842-51. Tuy nhiên, do năm 1855 chỉ có 570 dặm đường sắt được xây dựng tại Nga.
Năm 1833, Bộ trưởng Bộ Giáo dục Quốc gia Sergey Uvarov (1833–1849) đã đưa ra một chương trình giáo dục mới, lấy phương châm: "Chính thống, Tự trị và Quốc tịch" làm nguyên tắc chỉ đạo của chế độ phong kiến Nga. Theo nguyên tắc này, người dân Nga sẽ trung thành tuyệt đối vào quyền lực không hạn chế của Sa hoàng, với truyền thống của Giáo hội Chính thống Nga và với ngôn ngữ Nga. Những nguyên tắc lãng mạn và bảo thủ của Uvarov cũng được Vasily Zhukovsky, một trong những thầy dạy kèm của vua tiền nhiệm của Aleksandr I, thực hiện. Kết quả của cách làm theo nguyên tắc này đã phá hoại sự tự do trong giáo dục khi Sa hoàng cho giải tán các lớp học dạy các tư tưởng tiến bộ, kiểm duyệt quá mức và giám sát các trí thức độc lập như Aleksandr Sergeyevich Pushkin và Mikhail Yuryevich Lermontov và cuộc bức hại các ngôn ngữ không phải là người Nga và các tôn giáo không phải Chính thống giáo. Taras Hryhorovych Shevchenko, sau này trở thành nhà thơ quốc gia của Ukraine, đã bị trục xuất sang Siberia theo lệnh trực tiếp của Sa hoàng Nikolai I sau khi sáng tác một bài thơ chế giễu nhà vua, vợ ông và các chính sách trong nước của ông ta. Theo lệnh của Sa hoàng, Shevchenko đã được giam giữ nghiêm ngặt trong ngục và giám sát chặt chẽ.

## Văn hóa
Sự trỗi dậy của chủ nghĩa quốc gia ở Nga đã thúc đẩy cuộc tranh luận về vị thế của Nga trên thế giới, ý nghĩa của lịch sử Nga và tương lai của nước Nga. Một nhóm những học giả phương Tây tin rằng, Nga vẫn lạc hậu và thô sơ và chỉ có thể tiến triển văn hóa thông qua quá trình Âu hoá. Một nhóm của các học giả người Slavs luôn nhiệt tình ủng hộ dân tộc Slavs về văn hóa và phong tục của họ, và họ đã có một sự nản lòng với người phương Tây và văn hóa và phong tục của họ.
Các học giả Slavs tin rằng triết học Slavic như là một nguồn của sự toàn vẹn ở văn hóa Nga và đã hoài nghi về chủ nghĩa duy lý phương Tây và chủ nghĩa duy vật. Một số người tin rằng công xã nông thôn ở Nga - gọi theo tiếng Nga là Mir, sẽ là phương án tốt để thay thế cho hình thức chủ nghĩa tư bản phương Tây và giúp Nga trở thành vị cứu tinh cho một xã hội hiện đang tiềm ẩn, một vị cứu tinh áp dụng chủ nghĩa cứu thế để thay đổi xã hội. Tuy nhiên, bộ giáo dục có một chính sách đóng các khoa triết học vì những tác động có hại có thể xảy ra.
Sau cuộc nổi dậy Tháng Chạp 1825, nhà vua đã tìm cách duy trì hiện trạng xã hội Nga bằng biện pháp giáo dục. Ông ta chế nhạo trí thức phương Tây, gọi họ là những người có "kiến thức giả".  Tuy nhiên, Bộ trưởng Bộ Giáo dục Quốc gia, Sergei Uvarov, lặng lẽ tìm cách nâng cao việc tư do học thuật, nâng cao các tiêu chuẩn học tập, cải tiến cơ sở và mở ra nền giáo dục bậc cao cho tầng lớp trung lưu. Cho đến năm 1848, do tình hình phương Tây bị khuynh đảo do ảnh hưởng của cách mạng tư sản năm 1848 diễn ra ở khắp các nước châu Âu, khởi nghĩa ở trong nước thì Sa hoàng vội chấm dứt những cải cách giáo dục của Uvarov. Theo lệnh của Hoàng đế, các trường học đều bị giám sát chặt chẽ, đặc biệt ở ở khoa triết học của các trường đại học luôn tiềm ẩn các tư tưởng tự do. Nhiệm vụ chính của các khoa triết học này là huấn luyện một bộ máy quan liêu cấp cao trung thành, mạnh mẽ và nam tính, tránh được sự nhút nhát của công việc văn phòng.

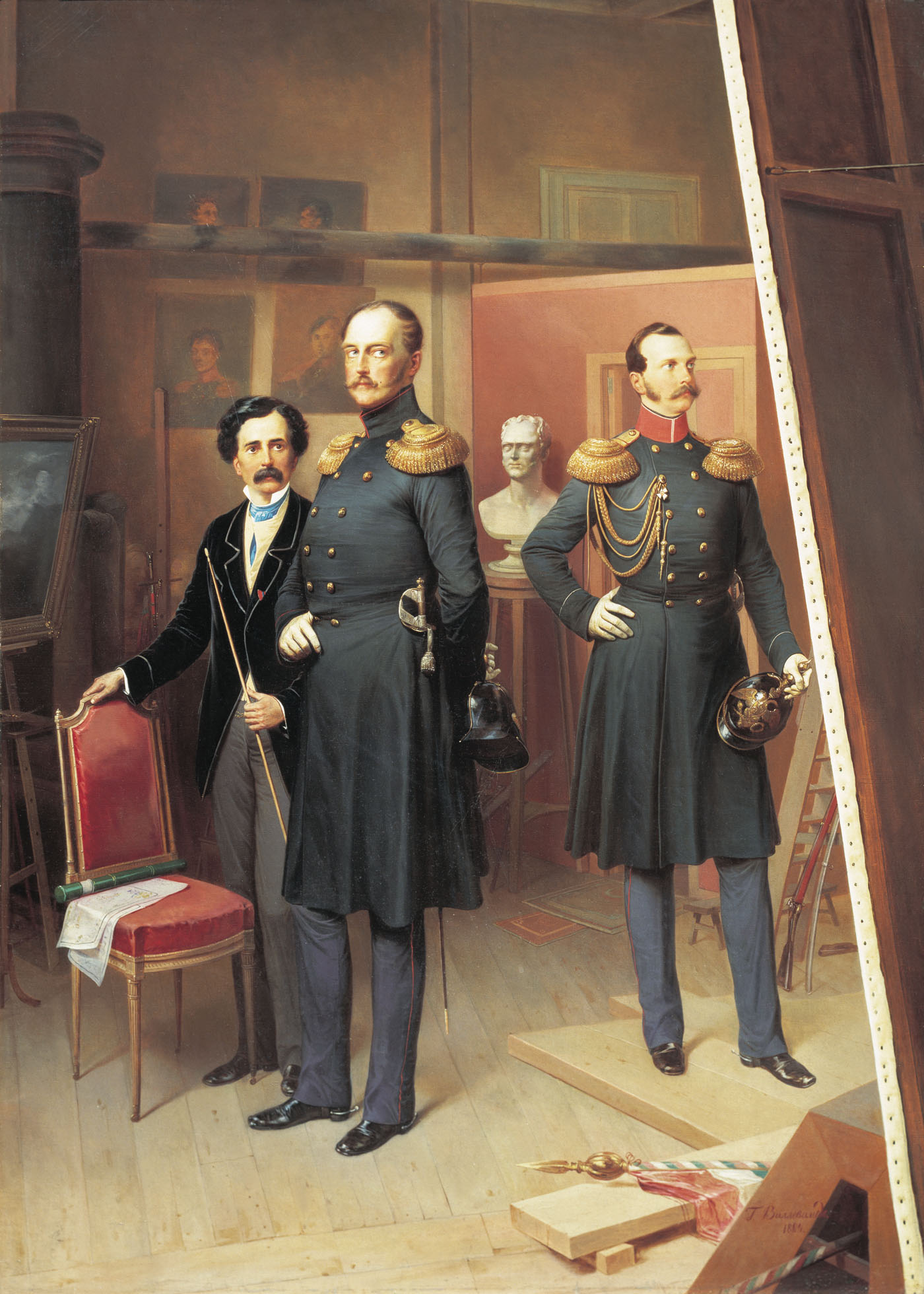
Nikolai I của Nga thăm quan xưởng tranh chân dung của Bogdan Pavlovich Villeval'de, khoảng năm 1854.

Học viện Nghệ thuật Hoàng gia ở St. Petersburg đã trở nên quan trọng do có sự tham gia nhiệt tình của nhiều nghệ sĩ và được sự bảo trợ của nhà nước. Nhưng Nikolai I đã quyết định kiểm soát mọi hoạt động của Học viện này. Ông ta tuyên bố hủy bỏ việc trao giải xếp hạng cho các nghệ sĩ, thậm chí còn khiển trách và làm nhục những nghệ sĩ mà nội dung của các tác phẩm của họ khiến ông ta phiền toái. Kết quả của những việc làm trên của Sa hoàng là lĩnh vực nghệ thuật ở Nga không phát triển, sự sợ hãi và mất an ninh giữa các thành viên trong cộng đồng nghệ thuật với chính quyền ngày càng tăng.
Mặc dù bị chính quyền phản động của Nikolai kìm hãm, nhưng văn học và nghệ thuật vẫn phát triển. Thông qua các tác phẩm của Aleksandr Sergeyevich Pushkin, Nikolai Vasilyevich Gogol, Ivan Sergeyevich Turgenev và nhiều tác phẩm khác, văn học Nga đã đạt được tầm cỡ quốc tế và công nhận. Ballet bắt nguồn từ Nga sau khi nhập khẩu từ Pháp, và âm nhạc cổ điển đã được thiết lập vững chắc với các tác phẩm của Mikhail Ivanovich Glinka (1804-1857).
Bộ trưởng Tài chính Nga Georg von Cancrin (1823–1844) đã thuyết phục hoàng đế về những lợi ích khi mời nhà khoa học Phổ Alexander von Humboldt đến Nga điều tra những vùng có thể tìm thấy và sản xuất tài nguyên khoáng sản. Chính phủ Nga đã trả chi phí của Humboldt cho cuộc thám hiểm kéo dài tám tháng qua Nga vào năm 1829, kết quả là kim cương tìm thấy ở vùng núi Ural. Humboldt xuất bản nhiều tập về cuộc thám hiểm của Nga, ông đã cống hiến cho Sa hoàng mặc dù ông ngày càng không tán thành chính sách của nhà vua.

## Quân đội và chính sách đối ngoại

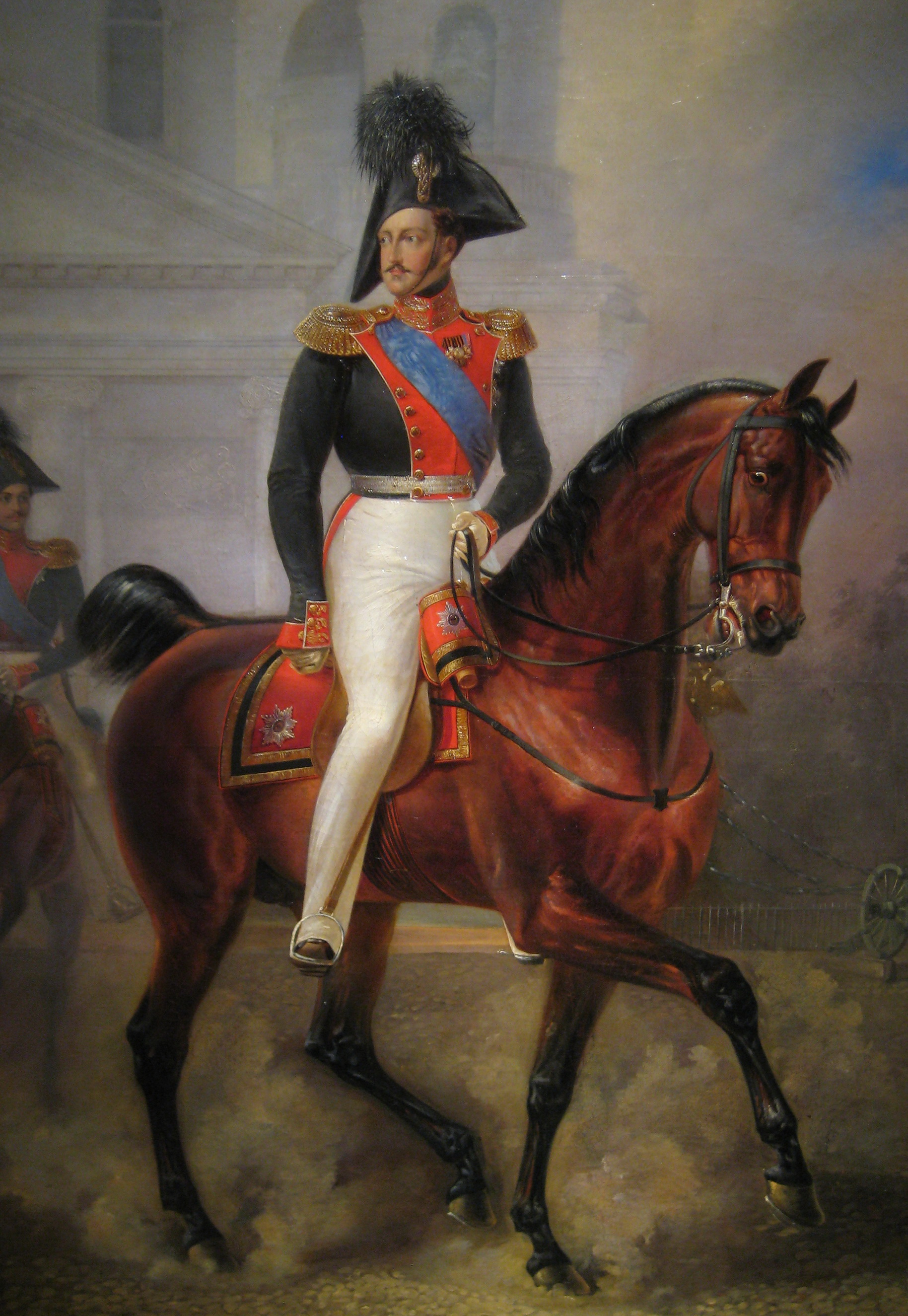
Chân dung Sa hoàng Nikolai trên chiến mã của mình, năm 1832.

Nikolai đã chú ý đến việc xây dựng quân đội. Với dân số 60-70 triệu người, quân đội được xây dựng với 1 triệu người lính tham gia. Ảnh hưởng và quá ấn tượng về chiến thắng quân Pháp năm 1812 của anh trai Aleksandr I, Sa hoàng Nikolai giữ nguyên các trang bị kỹ thuật và chiến thuật tác chiến vốn đã bắt đầu lỗi thời, ngay cả bản thân nhà vua cũng ăn mặc như người lính để "đồng cam cộng khổ" với quân đội; và lấy niềm tự hào to lớn trong cuộc diễu hành quân đội của Sa hoàng. Những con ngựa hầu hết được đưa ra phục vụ cho diễu hành, nhưng chúng ra trận chiến rất tệ hại. Ông đặt các tướng lãnh phụ trách hầu hết các cơ quan dân sự của mình bất kể trình độ của họ ra sao. Quân đội trở thành phương tiện kiếm sống của các thanh niên từ các khu vực ngoài Nga, như Ba Lan, Baltic, Phần Lan và Georgia. Mặt khác, nhiều tội phạm vì không mong muốn đã bị các quan chức địa phương trừng phạt nên họ đề nghị các quan chức này thuê họ vào tham gia Quân đội. Hệ thống y tế trong quân đội Nga không được chú ý nhiều, và những thanh niên nhập ngũ đi lính cho quân đội Nga (gọi là nghĩa vụ quân sự) trong thời gian 6 tháng. Curtiss nhận thấy rằng "Hệ thống quân sự của Nicholas trong đó nhấn mạnh đến sự vâng lời không suy nghĩ và diễn biến diễu hành chứ không phải là chiến đấu, tạo ra những chỉ huy không hiệu quả trong thời chiến." Các chỉ huy của ông trong Chiến tranh Crimea đều là những người phục vụ lâu năm và không đủ năng lực chỉ huy quân đội, những khẩu súng trong trận chiến quá cũ kỹ và thường bị các sĩ quan lén đem bán để lấy tiền và thực phẩm tốt nhất.
Trong suốt thời gian trị vì của Nikolai, Nga được coi là một cường quốc quân sự lớn với sức mạnh đáng kể. Cuối cùng, cuộc chiến tranh Krym vào cuối triều đại đã chứng minh cho thế giới những gì mà trước đây người ta không nhận ra: Nga yếu kém về mặt quân sự, lạc hậu về công nghệ, và thiếu năng lực hành chính. Bất chấp tham vọng lớn của ông về phía Nam và Thổ Nhĩ Kỳ, Nga đã không xây dựng mạng lưới đường sắt theo hướng đó. Bộ máy quan liêu đã bị thủ tiêu, tham nhũng lan tràn và không có sự chuẩn bị gì cho các cuộc chiến tranh sắp tới. Hải quân yếu và lạc hậu về mặt công nghệ, quân đội Nga ngày càng yếu đi do tình trạng tham nhũng liên tục của các sĩ quan quân đội, tinh thần chiến đấu giảm sút và trang thiết bị quân sự còn lạc hậu hơn nước Anh và Pháp, vốn đang tiến hành cách mạng công nghiệp mạnh mẽ ở các nước này. Khi chiến tranh chấm dứt, lãnh đạo Nga đã quyết tâm cải cách Quân đội và xã hội. Như Fuller lưu ý, "Nga đã bị đánh tại bán đảo Crimea, và quân đội lo ngại rằng nó chắc chắn sẽ bị đánh bại một lần nữa trừ khi chính quyền các bước được thực hiện để vượt qua sự yếu kém quân sự của nó" .
Trong chính sách đối ngoại, Nikolai I đã hành động như người bảo vệ chủ quyền hợp pháp và là người chống lại các cuộc cách mạng của nhân dân. Thực vậy, các chính sách này như một biện pháp để giữ vững "trật tự Vienna" (1814) mà Ngoại trưởng Áo Metternich cùng các cường quốc khác dày công xây dựng. Thông qua viên đại sứ Áo tại Nga là Ludwig von Ficquelmont, quân đội Nga của Nikolai thẳng tay đàn áp hầu hết mọi cuộc cách mạng diễn ra ở các nước Âu châu theo gương của anh trai là Aleksandr I, đã mang lại cho ông ta biệt hiệu "sen đầm của châu Âu".
Ngay sau khi kế nhiệm anh trai, Nikolai I bắt đầu hạn chế quyền tự do tồn tại dưới chế độ quân chủ theo hiến pháp trong Quốc hội Ba Lan. Vào năm 1830, Nikolai I tức giận khi nghe đến cuộc nổi dậy của Bỉ chống lại người Hà Lan, đã ra lệnh cho quân đội Nga tiến quân và yêu cầu đại sứ Phổ là tướng Scholer cho phép quân đội Nga được tiến quân cùng với lương thực và trang thiết bị quân sự để khôi phục lại thuộc địa Bỉ cho Hà Lan. Tuy nhiên, dịch tả trong quân đội Nga và cả cuộc khởi nghĩa Ba Lan lôi kéo một bộ phận quân lính Nga đi theo quân khởi nghĩa, đã làm chậm đợt tiến quân của Nga. Có vẻ như, quan điểm của Nga không phải là nước này muốn xâm lược Bỉ, mà nước Nga muốn vận động để ép buộc các cường quốc châu Âu xâm chiếm Bỉ như Nga đã làm. Nikolai đã nói rõ rằng ông sẽ chỉ hành động nếu Phổ và Anh cũng tham gia, trong khi ông sợ rằng Cuộc xâm lăng nước Bỉ của Nga sẽ châm ngòi cho một cuộc chiến tranh với Pháp. Ngay cả trước khi người Ba Lan nổi lên, Nikolai đã hủy bỏ kế hoạch xâm chiếm Bỉ vì rõ ràng là Anh và Phổ sẽ không tham gia trong khi Pháp mở cuộc chiến tranh với Nikolai nếu Nga gây ra cuộc xâm lược này. Chúng ta còn nhớ, vào năm 1815 khi dừng chân tại Pháp, Đại vương công Nikolai đã gặp và kết bạn thân với công tước Pháp d'Orleans, người sau này trở thành vua Pháp tương lai. Trong các cuộc gặp với công tước Pháp, Nikolai thực sự kính phục bạn mình vì sự ấm cúng, sự thông minh, cách cư xử và ân sủng của công tước Pháp với mình. Nikolai căm ghét chủ nghĩa tư do, trong khi bạn mình là công tước Pháp thì là người theo chủ nghĩa tự do. Khi công tước Pháp d'Orleans lên ngôi vua Pháp năm 1830 với hiệu là Louis-Philippe I của Pháp trong cuộc Cách mạng tháng Bảy năm 1830, Nikolai coi đây như một sự phản bội cá nhân, tin rằng bạn ông đã rời xa ông; Sa hoàng đã nhìn thấy bạn mình như mặt tối của cách mạng và chủ nghĩa tự do. Nikolai đã ghét Louis-Philippe, một người theo chủ nghĩa độc đoán và là một "kẻ cướp biển", và chính sách đối ngoại của ông bắt đầu từ năm 1830 chủ yếu là chống Pháp, dựa trên việc khôi phục liên minh Nga, Phổ, Áo và Anh để cô lập nước Pháp. Nikolai ghét Louis-Philippe đến mức anh từ chối sử dụng tên của vua Pháp, gọi nhà vua Pháp là "kẻ cải trang". Nga không muốn gia nhập liên minh chống Pháp, nhưng Sa hoàng Nikolai đã thành công trong việc củng cố mối quan hệ hiện tại với Áo và Phổ, thường xuyên tổ chức các cuộc tuần tra quân sự chung với Áo và Phổ. Trong nhiều thập kỷ 1830, một loại "chiến tranh lạnh" đã tồn tại giữa "phe cánh tự do" của Pháp và Anh so với "khối đông" phản động của Áo, Phổ và Nga.

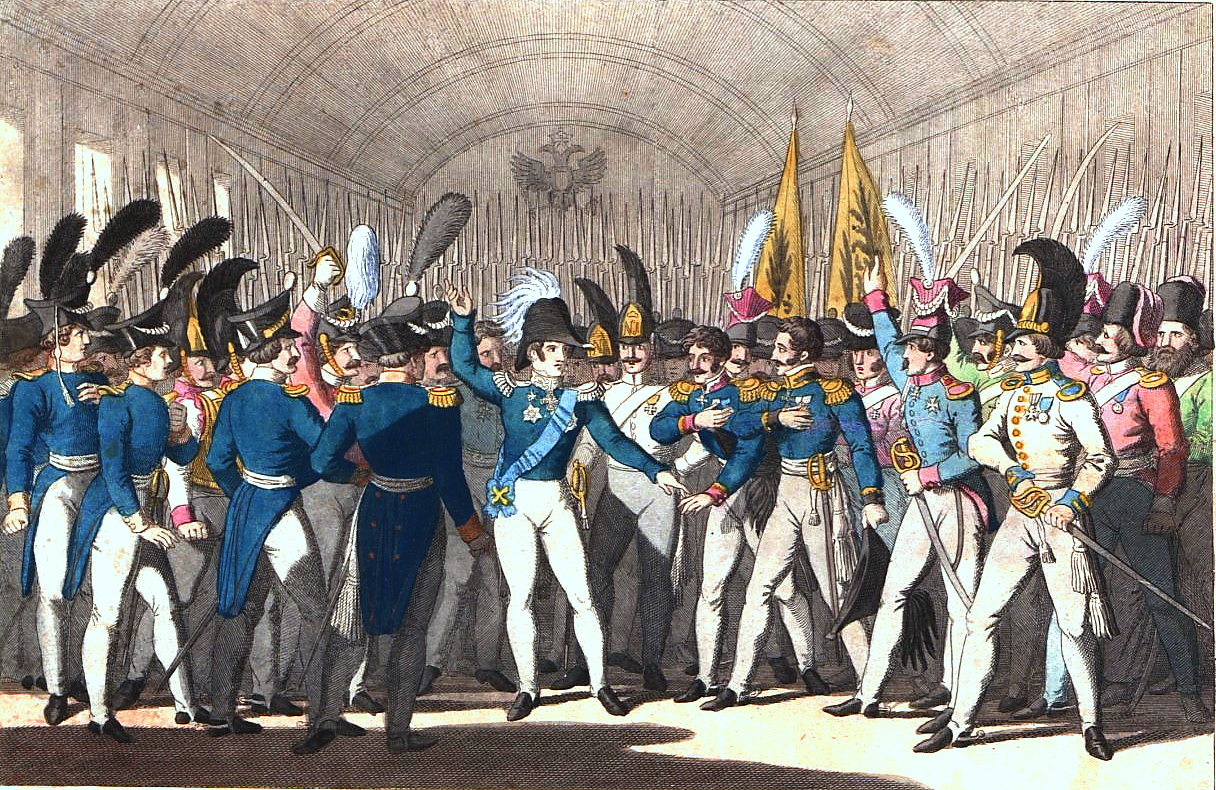
Sa hoàng Nga thông báo cho lính cận vệ của mình về cuộc nổi dậy tháng 11 ở Ba Lan (1830).

Sau khi cuộc Khởi nghĩa tháng 11 năm 1830 diễn ra, quân đội cách mạng đã chiến thắng và Quốc hội Ba Lan tuyên bố xóa bỏ ngôi vua Ba Lan của Nikolai I và cắt giảm nhiều quyền hành của ông này. Sa hoàng đã phản ứng bằng cách đưa quân đội Nga vào Ba Lan. Nikolai nghiền nát cuộc nổi dậy, bãi bỏ hiến pháp Ba Lan, giảm Ba Lan đến địa vị của một tỉnh. Trong thập niên 1840, Nikolai đã giảm 64.000 vị quý tộc Ba Lan khỏi guồng máy chính quyền Ba Lan thuộc Nga.
Năm 1848, khi các cuộc cách mạng diễn ra hầu hết ở các nước châu Âu, Nikolai phản ứng quyết liệt. Năm 1849, ông đã giúp Áo để đàn áp cuộc cách mạng ở Hungary, và ông cũng kêu gọi Phổ không áp dụng một hiến pháp tự do.
Trong khi Nikolai đang cố duy trì hiện trạng ở Châu Âu, ông đã theo đuổi một chính sách hiếu chiến hơn đối với các đế chế lân cận ở phía nam, đó là Đế quốc Ottoman và Ba Tư. Ông ta cố theo đuổi chính sách của các Sa hoàng tiền nhiệm khi muốn thiết lập sự bảo hộ của Nga với cư dân thuộc bán đảo Balkan, lúc đó vùng này (tức Balkan) đang thuộc ảnh hưởng của Ottoman từ năm 1820.  Trên thực tế, Nikolai đã cam kết sâu sắc trong việc duy trì hiện trạng ở Châu Âu và sợ bất cứ nỗ lực làm suy yếu Đế chế Ottoman của Nga đang tan biến đều có thể khiến cho đồng minh của ông ta là Áo đang muốn củng cố quyền lợi của mình ở Balkans, đưa liên minh Anh-Pháp cố bảo vệ người Ottoman. Hơn nữa, trong suốt cuộc chiến tranh năm 1828-1829, người Nga đã đánh bại quân Ottoman trong mọi trận chiến đấu trên cánh đồng và tiến sâu vào vùng Balkans, nhưng người Nga đã khám phá ra rằng họ thiếu lực lượng hậu cần cần thiết để chiếm Constantinople. Chính sách của Nikolai đối với Đế chế Ottoman là sử dụng Hiệp ước Küçük Kaynarca của Ekaterina II của Nga ký với Sultan Thổ Mahmud I năm 1774, cho phép Nga trở thành người bảo vệ các dân tộc theo tôn giáo Công giáo Chính thống ở Balkans, như là một cách đặt Đế chế Ottoman vào lĩnh vực ảnh hưởng của Nga. Sa hoàng Nga thực sự muốn bảo vệ Đế quốc Ottoman là một quốc gia ổn định nhưng yếu ớt, biến Ottoman trở thành nơi phục vụ những lợi ích của Nga, nơi đứng chân của Nga ở Trung Đông trong thế sánh ngang với quyền lực của các cường quốc châu Âu khác ở khu vực Á - Âu, làm cân bằng được trật tự thế giới Vienna 1814. Theo ý chỉ của Sa hoàng, Ngoại trưởng Nga Karl Nesselrode (1814–1856) đã viết thư cho đại sứ của ông tại Constantinople Nikolai Muravyov rằng chiến thắng của Muhammad Ali của Ai Cập với đạo quân của Sultan Mahmud II sẽ dẫn tới một triều đại mới cai trị đế chế Ottoman. Nesselrode tiếp tục rằng nếu Muhammad Ali có thể trở thành sultan thì "có thể, với việc nâng cao vị thế mới cho ngai vàng của Thổ Nhĩ Kỳ, hồi sinh sức mạnh mới trong đế quốc đang suy tàn đó và đánh lạc hướng sự chú ý của chúng ta và các lực lượng từ các vấn đề châu Âu". Đồng thuận với ý kiến của Ngoại trưởng Nga, Sa hoàng lập luận rằng vì tầm quan trọng kinh tế đối với Nga của eo biển Thổ Nhĩ Kỳ, qua đó Nga xuất khẩu ngũ cốc của mình, rằng Nga có "quyền "Can thiệp vào các vấn đề Ottoman giống như cách mà nước Anh tuyên bố có quyền "can thiệp" vào Bồ Đào Nha. Năm 1833, Nicholas nói với Đại sứ Áo Karl Ludwig von Ficquelmont rằng "Các vấn đề phương Đông là trên hết là vấn đề của Nga." Đồng thời Nikolai tuyên bố rằng Đế chế Ottoman nằm trong phạm vi ảnh hưởng của Nga, ông không quan tâm đến việc sáp nhập đế chế này vào đế quốc Nga. Trong một cuộc họp khác với đại sứ Ficquelmont năm 1833, Nikolai I nói rằng ông không có tham vọng tranh giành ảnh hưởng ở Hy Lạp theo "Dự án Hy Lạp" của bà nội quá cố là Ekaterina II của Nga đặt ra. Sa hoàng khẳng định: "Tôi muốn duy trì đế chế Thổ Nhĩ Kỳ... Nếu nó rơi, tôi không muốn những mảnh vụn của nó, tôi không cần gì cả".
Năm 1826-28, Nikolai đưa quân đội tham gia cuộc chiến Nga-Ba-tư (1826-28), sau khi Shah Ba Tư là Fath Ali Shah Qajar đã xét lại Hiệp ước Gulistan, theo lời khuyên của các cố vấn Anh Quốc phải chiếm lại các vùng lãnh thổ bị mất vào tay Quân đội Nga. Đại sứ Nga tại Ba Tư là Menshikov bị Shah giam giữ. Mùa hè năm 1826, quân đội Ba Tư bắt đầu tấn công quân Nga. Với hỏa lực mạnh, quân Nga liên tiếp đánh tan quân Ba Tư nhiều trận, buộc Shah ký tiếp Hòa ước Turkmamanchai ngày 10/2/1828 nhượng cho Nga vùng lãnh thổ còn lại cuối cùng ở Caucasus, bao gồm Armenia, Azerbaijan và Iğdır ngày nay. Sau cuộc chiến với Ba Tư, Nga chiếm một vùng rộng lớn thuộc khu vực Causcasus của Iran ở cả vùng Bắc Caucasus cũng như Nam Caucasus, gồm Georgia, Dagestan, Armenia và Azerbaijan hiện đại, trong suốt thế kỷ XIX. Các điểm có ưu thế hơn nữa là các điều khoản của hiệp ước, bao gồm việc nhượng bộ về ngoại giao đối với các chủ thể Nga ở Iran là sự đầu hàng của Shah Ba Tư với Nga.
Mặc dù đánh bại và gia tăng ảnh hưởng thành công ở đế chế Ottoman, nhưng Nga thất bại trong việc tranh giành ảnh hưởng tại Âu châu. Việc nước Hy Lạp thoát khỏi ách thống trị của Ottoman và trở thành quốc gia độc lập năm 1831, chứng tỏ sự yếu kém của việc gia tăng ảnh hưởng của Nga tại Hy Lạp. Ở Caucacus, tình hình cai trị của người Nga không có gì tốt hơn. Các cuộc khởi nghĩa của nhân dân Caucacus và việc bị Anh tranh giành ảnh hưởng tại Ba Tư (nay là Iran) vào đầu năm 1838 đã khiến quân đội Nga đối phó vất vả. Tình trạng này kéo dài đến khi con trai cả là Aleksandr II của Nga lên ngôi vẫn chưa kết thúc. Năm 1833, Nga đàm phán Hiệp ước (bí mật) Unkiar-Skelessi với Đế chế Ottoman, theo đó Nga có quyền gửi tàu chiến qua eo biển Bosphorus và Dardanelles. Theo Công ước Eo biển London năm 1841, họ khẳng định Ottoman kiểm soát eo biển và cấm mọi quyền lực, bao gồm cả Nga, gửi tàu chiến qua eo biển. Với Công ước giao nhiều đặc quyền về mặt biển cho Ottoman, Sa hoàng Nga thấy đây là điều xúc phạm và quyết định gây chiến với Ottoman.

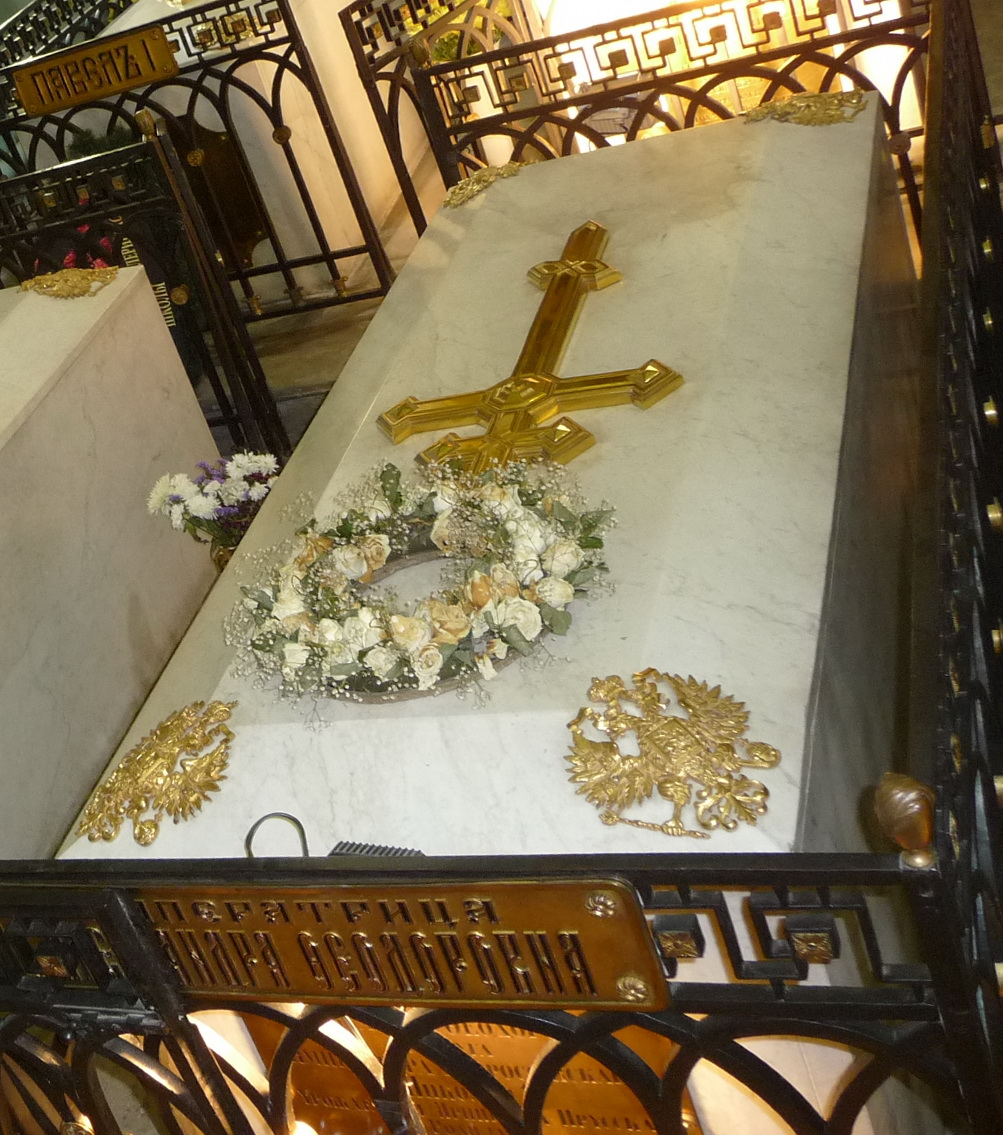
Mộ phân Sa hoàng tại Nhà thờ thánh Thánh Phêrô và Phaolô.

Lấy cớ Sultan Ottoman từ chối quyền bảo hộ tín đồ Công giáo ở nước này của Nga, Sa hoàng chuẩn bị cho cuộc chiến. Dưới áp lực của các cường quốc, Sultan Ottoman Abdül Mecid I gây chiến với Nga. Chiến tranh Krym bùng nổ, bắt đầu từ ngày 8 tháng 10 năm 1853. Trong 2 tuần đầu sau khởi chiến, quân Nga chiếm thế thượng phong, đạo quân thủy của tướng Nikhimov (1802 - 1855) đánh bại Hạm đội Ottoman trong trận Sinop (30/11/1853). Đến năm 1854, vì muốn biến Ottoman phụ thuộc vào các cường quốc châu Âu, Thủ tướng Anh Palmerston, vua Pháp Napoléon III và vua nước Sardegna Victor Emmanuel II đưa hạm đội vào biển Đen, bắt đầu chiến tranh với Nga. Đến tháng 4/1854, Áo ký hiệp định phòng thủ với Phổ đã kéo nước này tham gia đồng minh chống Nga, Phổ quyết định đứng trung lập. Buộc được Phổ trung lập, vua Áo hỗ trợ ngoại giao với Sultan Ottoman, điều này làm Nga bị mất hết đồng minh và chiến đấu đơn độc chống Ottoman. Các đồng minh Châu Âu đã đổ bộ vào Crimea và vây hãm căn cứ mạnh nhất của Nga là Sebastopol. Sau các trận đánh tan quân Nga ở Alma, Balaklava và Inkerman, quân đội đồng minh tổng bao vây và tấn công căn cứ Sebastopol. Lần đầu tiên, quân Nga dùng thủy lôi vào cuộc chiến, nhưng kết quả thì thất bại thảm hại. Tướng Nga Nakhimov tử trận và quân Nga từ từ rút lui khỏi các công quốc Danube. Quân Nga thất bại thảm hại, Sa hoàng Nga Nikolai I buồn phiền. Ông bị viêm phổi và qua đời ngày 2 tháng 3 năm 1855. Con trai lên ngôi đã phải hòa đàm với các cường quốc, ký Hòa ước Paris (30/3/1856) từ bỏ quyền lợi của Nga tại Biển Đen

## Qua đời
Nicholas qua đời ngày 2 tháng 3 năm 1855. Nhiều sử gia cho là ông đã tự đầu độc mình sau khi quân Nga bị đánh đại bại tại Eupatoria trong cuộc chiến tranh Krym. Tuy nhiên, các tài liệu lịch sử của Nga khẳng định ông qua đời vì cảm lạnh dẫn tới viêm phổi.